# Biblioteca de la Universidad de Santiago de Compostela
La Biblioteca de la Universidad de Santiago de Compostela (en gallego: Biblioteca da Universidade de Santiago de Compostela, abr. BUSC) es un sistema formado por 18 bibliotecas de los campus universitarios de Santiago y de Lugo. Provee de recursos para el aprendizaje, la docencia y la investigación al estudiantado  y profesorado de la Universidad de Santiago de Compostela, además de todas las personas que lo necesiten.
Tiene su origen en la fundación de la Universidad a mediados del siglo XVI, y está situada en el colegio fundado por el arzobispo de Santiago Alonso III de Fonseca.

## Puntos de servicio
Dentro de la biblioteca existen una serie de puntos de servicio que se clasifican según los distintos centros existentes en la universidad y dependiendo del campus en el que se encuentren:
En el campus de Santiago:
- Biblioteca General
- Biblioteca Concepción Arenal
- Biblioteca de Biología
- Biblioteca de Ciencias de la Comunicación
- Biblioteca de Ciencias Económicas y Empresariales
- Biblioteca de Enfermería
- Biblioteca de Farmacia
- Biblioteca de Filología
- Biblioteca de Filosofía
- Biblioteca de Psicología y Ciencias de la Educación (Campus Norte)
- Biblioteca de Psicología y Ciencias de la Educación (Campus Vida)
- Biblioteca de la Escuela Técnica Superior de Ingeniería
- Biblioteca de Física y Óptica y Optometría
- Biblioteca de Matemáticas
- Biblioteca de Medicina y Odontología
- Biblioteca de Química
- Biblioteca de Geografía e Historia

En el campus de Lugo:
- Biblioteca Intercentros
- Biblioteca de Formación del Profesorado

## Colecciones
Hay un total de 1 154 701 contribuciones en la biblioteca, repartidas entre las distintas bibliotecas que la conforman. Esta colección está formada por una colección de libros, revistas, mapas y otros materiales como fuentes de referencia e información bibliográfica.
En el fondo histórico encontramos 862 manuscritos —una gran parte procede del colegio de la Compañía de Jesús de Santiago de Compostela, del colegio de la Compañía de Jesús de Monterrey, igualmente los procedentes de la librería del monasterio de San Martín Pinario, como el Diurnal o Libro de Horas de Fernando I y Sancha (1055)—, 141 incunables —como son Fasciculus temporum (Venecia, 1479) de Werner Rolevinck, la Divina comedia (Florencia, 1481) de Dante, el Doctrinal de caballeros de Alfonso García de Santa María (Burgos, 1487) y Materies grammaticae de Ferdinandus Nepos, encuadernado con la Gramatica latina de Juan de Pastrana (Salamanca, c. 1485)—, 27 725 impresos de los siglos XVI al XVIII, que tratan una amplia variedad de temas, y 29 727 impresos publicados en el siglo XIX, entre otros, los autores Buffon, Cuvier, Humboldt y Antonio Casares Rodríguez.
Otros fondos especialmente relevantes son la Biblioteca América y la Sección Galicia. La Biblioteca América fue creada a partir del impulso de Gumersindo Busto, gallego emigrado en América que reunió un importante número de libros, folletos y otros objetos de diferentes procedencias a comienzos del siglo XX, conformando una colección con fondos en especial del siglo XIX y obras relacionadas con las primeras independencias americanas, con un carácter multidisciplinar y enciclopédico. En cuanto a la Sección Galicia, contiene obras relacionadas con Galicia en cualquier idioma, las escritas en gallego independientemente del lugar de publicación y todas las obras de autores gallegos y las editadas en Galicia.